# Ligat ha'Al (baloncesto) 2022-23
La Ligat ha'Al 2022-23 fue la edición número 69 de la Ligat ha'Al, la máxima competición de baloncesto de Israel. Los seis mejor clasificados accedieron a un grupo posterior, y los seis últimos a otro, que jugaron liguillas separadas. Los seis del primer grupo y los dos mejores del segundo accedieron a los playoffs, mientras que el último descendió a la Liga Leumit. La liga comenzó el 8 de octubre de 2022, y acabó con los playoffs en junio de 2023. El campeón fue el Tel Aviv, que lograba su título número 56.

## Equipos
Maccabi Rishon LeZion fue relegado a la Ligat Leumit después de acabar en el último lugar de la temporada 2021-22. Por su parte, el Ironi Kiryat Ata ascendió a la liga después de ganar la Liga Leumit 2021-22.
| Equipo              | Ciudad        | Estadio                | Capacidad |
| ------------------- | ------------- | ---------------------- | --------- |
| Bnei Herzliya       | Herzliya      | HaYovel Herzliya       | 1,500     |
| Hapoel Be'er Sheva  | Be'er Sheva   | Conch Arena            | 3,000     |
| Hapoel Eilat        | Eilat         | Begin Arena            | 1,490     |
| Hapoel Galil Elyon  | Kiryat Shmona | HaPais Kfar Blum       | 2,000     |
| Hapoel Gilboa Galil | Gan Ner       | Gan Ner Sports Hall    | 2,100     |
| Hapoel Haifa        | Haifa         | Romema Arena           | 5,000     |
| Hapoel Holon        | Holon         | Holon Toto Hall        | 5,500     |
| Hapoel Jerusalem    | Jerusalén     | Jerusalem Payis Arena  | 11,000    |
| Hapoel Tel Aviv     | Tel Aviv      | Drive in Arena         | 3,504     |
| Ironi Nes Ziona     | Ness Ziona    | Lev Hamoshava          | 1,200     |
| Ironi Kiryat Ata    | Kiryat Ata    | Ramaz Hall             | 1,200     |
| Maccabi Tel Aviv    | Tel Aviv      | Menora Mivtachim Arena | 10,383    |

## Resultados

### Temporada regular
Actualizado:4 de abril de 2023
| Pos. | Equipo              | PJ | G  | P  | PF   | PC   | DP   | Pts | Clasificación o descenso  |
| ---- | ------------------- | -- | -- | -- | ---- | ---- | ---- | --- | ------------------------- |
| 1    | Maccabi Tel Aviv    | 22 | 19 | 3  | 2035 | 1677 | +358 | 41  | Avanzan al Grupo Superior |
| 2    | Hapoel Tel Aviv     | 22 | 18 | 4  | 1976 | 1828 | +148 | 40  | Avanzan al Grupo Superior |
| 3    | Hapoel Jerusalem    | 22 | 15 | 7  | 1764 | 1623 | +141 | 37  | Avanzan al Grupo Superior |
| 4    | Hapoel Holon        | 22 | 14 | 8  | 1907 | 1842 | +65  | 36  | Avanzan al Grupo Superior |
| 5    | Hapoel Galil Elyon  | 22 | 11 | 11 | 1870 | 1929 | −59  | 33  | Avanzan al Grupo Superior |
| 6    | Ironi Nes Ziona     | 22 | 11 | 11 | 1946 | 1948 | −2   | 33  | Avanzan al Grupo Superior |
| 7    | Hapoel Be'er Sheva  | 22 | 10 | 12 | 1859 | 1912 | −53  | 32  | Avanzan al Grupo Inferior |
| 8    | Bnei Herzliya       | 22 | 10 | 12 | 1838 | 1815 | +23  | 32  | Avanzan al Grupo Inferior |
| 9    | Ironi Kiryat Ata    | 22 | 7  | 15 | 1805 | 1902 | −97  | 29  | Avanzan al Grupo Inferior |
| 10   | Hapoel Eilat        | 22 | 7  | 15 | 1751 | 1937 | −186 | 29  | Avanzan al Grupo Inferior |
| 11   | Hapoel Haifa        | 22 | 6  | 16 | 1732 | 1911 | −179 | 28  | Avanzan al Grupo Inferior |
| 12   | Hapoel Gilboa Galil | 22 | 4  | 18 | 1741 | 1900 | −159 | 26  | Avanzan al Grupo Inferior |

 Fuente: 

### Rondas 1 a 22
| Local \ Visitante   | BNH    | HBS   | HEI     | HGE     | HGG    | HHA     | HHO    | HJE    | HTA    | IKA    | INZ    | MTA    |
| ------------------- | ------ | ----- | ------- | ------- | ------ | ------- | ------ | ------ | ------ | ------ | ------ | ------ |
| Bnei Herzliya       |        | 75–77 | 81–86   | 68–87   | 82–70  | 85–87   | 77–64  | 83–66  | 110–82 | 77–66  | 96–92  | 76–99  |
| Hapoel Be'er Sheva  | 89–73  |       | 105–101 | 86–90   | 103–89 | 92–96   | 94–101 | 70–61  | 79–80  | 100–99 | 97–92  | 58–91  |
| Hapoel Eilat        | 81–91  | 70–79 |         | 88–76   | 85–74  | 79–94   | 102–91 | 60–83  | 80–88  | 74–98  | 79–80  | 74–96  |
| Hapoel Galil Elyon  | 95–89  | 90–84 | 72–79   |         | 89–78  | 79–86   | 86–66  | 89–83  | 84–89  | 92–86  | 79–82  | 67–96  |
| Hapoel Gilboa Galil | 79–74  | 93–80 | 82–94   | 117–115 |        | 85–67   | 67–91  | 71–77  | 71–81  | 75–87  | 90–94  | 60–77  |
| Hapoel Haifa        | 69–101 | 77–93 | 79–90   | 70–78   | 82–80  |         | 81–83  | 57–74  | 73–87  | 91–82  | 86–88  | 59–80  |
| Hapoel Holon        | 74–79  | 92–77 | 102–94  | 83–73   | 96–89  | 99–77   |        | 80–76  | 74–79  | 88–73  | 107–92 | 74–84  |
| Hapoel Jerusalem    | 84–82  | 84–74 | 82–68   | 89–70   | 69–60  | 85–82   | 91–73  |        | 77–80  | 77–70  | 78–62  | 74–88  |
| Hapoel Tel Aviv     | 105–87 | 95–83 | 98–59   | 108–80  | 86–81  | 87–77   | 87–93  | 68–80  |        | 90–84  | 102–85 | 96–95  |
| Ironi Kiryat Ata    | 79–70  | 95–96 | 90–78   | 94–98   | 81–76  | 83–58   | 85–97  | 65–107 | 84–96  |        | 78–75  | 88–100 |
| Ironi Nes Ziona     | 91–84  | 87–75 | 87–73   | 104–108 | 104–90 | 93–80   | 81–101 | 96–87  | 97–102 | 93–70  |        | 84–91  |
| Maccabi Tel Aviv    | 93–98  | 81–68 | 109–57  | 104–73  | 86–64  | 108–104 | 98–78  | 75–80  | 95–90  | 94–68  | 95–87  |        |

## Grupo de mejores clasificados
| Pos. | Equipo             | PJ | G  | P  | PF   | PC   | DP   | Pts | Clasificación o descenso |  | MTA   | HJE   | HTA    | HHO   | HGE   | INZ    |
| ---- | ------------------ | -- | -- | -- | ---- | ---- | ---- | --- | ------------------------ |  | ----- | ----- | ------ | ----- | ----- | ------ |
| 1    | Maccabi Tel Aviv   | 27 | 22 | 5  | 2467 | 2090 | +377 | 49  | Acceso a playoffs        |  |       |       | 89–82  | 96–88 | 83–95 |        |
| 2    | Hapoel Jerusalem   | 27 | 20 | 7  | 2179 | 1994 | +185 | 47  | Acceso a playoffs        |  | 83–76 |       |        | 75–66 | 90–78 |        |
| 3    | Hapoel Tel Aviv    | 27 | 20 | 7  | 2420 | 2277 | +143 | 47  | Acceso a playoffs        |  |       | 76–85 |        |       | 88–84 | 103–91 |
| 4    | Hapoel Holon       | 27 | 17 | 10 | 2354 | 2273 | +81  | 44  | Acceso a playoffs        |  |       |       | 100–95 |       |       | 103–81 |
| 5    | Hapoel Galil Elyon | 27 | 13 | 14 | 2304 | 2365 | −61  | 40  | Acceso a playoffs        |  |       |       |        | 84–90 |       | 94–85  |
| 6    | Ironi Ness Ziona   | 27 | 11 | 16 | 2344 | 2418 | −74  | 38  | Acceso a playoffs        |  | 66–88 | 75–82 |        |       |       |        |

 Fuente: 

## Grupo de peores clasificados
| Pos. | Equipo                  | PJ | G  | P  | PF   | PC   | DP   | Pts | Clasificación o descenso |       | BNH   | HBS   | HHA    | IKA   | HEI    | HGG   |
| ---- | ----------------------- | -- | -- | -- | ---- | ---- | ---- | --- | ------------------------ | ----- | ----- | ----- | ------ | ----- | ------ | ----- |
| 7    | Bnei Herzliya (Q)       | 27 | 14 | 13 | 2282 | 2210 | +72  | 41  | Acceso a playoffs        |       |       |       | 95–72  | 93–89 |        | 84–60 |
| 8    | Hapoel Be'er Sheva (Q)  | 27 | 13 | 14 | 2312 | 2352 | −40  | 40  | Acceso a playoffs        |       | 75–86 |       | 102–98 |       | 102–94 |       |
| 9    | Hapoel Haifa            | 27 | 9  | 18 | 2196 | 2359 | −163 | 36  |                          |       |       |       |        |       | 104–91 | 93–77 |
| 10   | Ironi Kiryat Ata        | 27 | 9  | 18 | 2232 | 2362 | −130 | 36  |                          |       | 77–96 | 83–97 |        | 85–83 |        |       |
| 11   | Hapoel Eilat            | 27 | 9  | 18 | 2210 | 2400 | −190 | 36  |                          | 99–86 |       |       |        |       | 92–86  |       |
| 12   | Hapoel Gilboa Galil (Z) | 27 | 5  | 22 | 2140 | 2340 | −200 | 32  | Descenso a Liga Leumit   |       |       | 85–78 |        | 91–93 |        |       |

 Fuente: 

## Playoffs
|  | Cuartos de final 14–27 de mayo de 2023 | Cuartos de final 14–27 de mayo de 2023 | Cuartos de final 14–27 de mayo de 2023 | Cuartos de final 14–27 de mayo de 2023 | Cuartos de final 14–27 de mayo de 2023 | Cuartos de final 14–27 de mayo de 2023 | Cuartos de final 14–27 de mayo de 2023 |                  |     | Semifinales 29 May–4 de junio de 2023 | Semifinales 29 May–4 de junio de 2023 | Semifinales 29 May–4 de junio de 2023 | Semifinales 29 May–4 de junio de 2023 | Semifinales 29 May–4 de junio de 2023 |  |   | Final 8–14 de junio de 2023 | Final 8–14 de junio de 2023 | Final 8–14 de junio de 2023 | Final 8–14 de junio de 2023 | Final 8–14 de junio de 2023 |  |
|  |                                        |                                        |                                        |                                        |                                        |                                        |                                        |                  |     |                                       |                                       |                                       |                                       |                                       |  |   |                             |                             |                             |                             |                             |  |
|  |                                        |                                        |                                        |                                        |                                        |                                        |                                        |                  |     |                                       |                                       |                                       |                                       |                                       |  |   |                             |                             |                             |                             |                             |  |
|  | 1                                      | Maccabi Tel Aviv                       | 86                                     | 80                                     | 82                                     | –                                      | –                                      |                  |     |                                       |                                       |                                       |                                       |                                       |  |   |                             |                             |                             |                             |                             |  |
|  | 1                                      | Maccabi Tel Aviv                       | 86                                     | 80                                     | 82                                     | –                                      | –                                      |                  |     |                                       |                                       |                                       |                                       |                                       |  |   |                             |                             |                             |                             |                             |  |
|  | 8                                      | Hapoel Be'er Sheva                     | 77                                     | 76                                     | 77                                     | –                                      | –                                      |                  |     |                                       |                                       |                                       |                                       |                                       |  |   |                             |                             |                             |                             |                             |  |
|  | 8                                      | Hapoel Be'er Sheva                     | 77                                     | 76                                     | 77                                     | –                                      | –                                      |                  | 1   | Maccabi Tel Aviv                      | 90                                    | 112                                   |                                       |                                       |  |   |                             |                             |                             |                             |                             |  |
|  |                                        |                                        |                                        |                                        |                                        |                                        |                                        |                  | 1   | Maccabi Tel Aviv                      | 90                                    | 112                                   |                                       |                                       |  |   |                             |                             |                             |                             |                             |  |
|  |                                        |                                        | 4                                      | Hapoel Holon                           | 76                                     | 85                                     |                                        |                  |     |                                       |                                       |                                       |                                       |                                       |  |   |                             |                             |                             |                             |                             |  |
|  | 4                                      | Hapoel Holon                           | 4                                      | Hapoel Holon                           | 76                                     | 85                                     | 106                                    | 96               | 97  | –                                     | –                                     |                                       |                                       |                                       |  |   |                             |                             |                             |                             |                             |  |
|  | 4                                      | Hapoel Holon                           |                                        |                                        |                                        |                                        |                                        |                  |     | –                                     | –                                     |                                       |                                       |                                       |  |   |                             |                             |                             |                             |                             |  |
|  | 5                                      | Hapoel Galil Elyon                     | 69                                     | 88                                     | 88                                     | –                                      | –                                      |                  |     |                                       |                                       |                                       |                                       |                                       |  |   |                             |                             |                             |                             |                             |  |
|  | 5                                      | Hapoel Galil Elyon                     | 69                                     | 88                                     | 88                                     | –                                      | –                                      |                  |     |                                       |                                       |                                       |                                       |                                       |  | 1 | Maccabi Tel Aviv            | 90                          | 74                          | 94                          |                             |  |
|  |                                        |                                        |                                        |                                        |                                        |                                        |                                        |                  |     |                                       |                                       |                                       |                                       |                                       |  | 1 | Maccabi Tel Aviv            | 90                          | 74                          | 94                          |                             |  |
|  |                                        |                                        | 3                                      | Hapoel Tel Aviv                        | 79                                     | 112                                    | 90                                     |                  |     |                                       |                                       |                                       |                                       |                                       |  |   |                             |                             |                             |                             |                             |  |
|  | 2                                      | Hapoel Jerusalem                       | 3                                      | Hapoel Tel Aviv                        | 79                                     | 112                                    | 90                                     | 81               | 64  | 74                                    |                                       |                                       |                                       |                                       |  |   |                             |                             |                             |                             |                             |  |
|  | 2                                      | Hapoel Jerusalem                       |                                        |                                        |                                        |                                        |                                        |                  |     | 74                                    |                                       |                                       |                                       |                                       |  |   |                             |                             |                             |                             |                             |  |
|  | 7                                      | Bnei Herzliya                          | 70                                     | 75                                     | 69                                     |                                        |                                        |                  |     |                                       |                                       |                                       |                                       |                                       |  |   |                             |                             |                             |                             |                             |  |
|  | 7                                      | Bnei Herzliya                          | 70                                     | 75                                     | 69                                     |                                        | 2                                      | Hapoel Jerusalem | 55  | 68                                    | –                                     |                                       |                                       |                                       |  |   |                             |                             |                             |                             |                             |  |
|  |                                        |                                        |                                        |                                        |                                        |                                        |                                        | Hapoel Jerusalem | 55  | 68                                    | –                                     |                                       |                                       |                                       |  |   |                             |                             |                             |                             |                             |  |
|  |                                        |                                        | 3                                      | Hapoel Tel Aviv                        | 86                                     | 77                                     | –                                      |                  |     |                                       |                                       |                                       |                                       |                                       |  |   |                             |                             |                             |                             |                             |  |
|  | 3                                      | Hapoel Tel Aviv                        | 3                                      | Hapoel Tel Aviv                        | 86                                     | 77                                     | –                                      | 90               | 106 | 102                                   | –                                     | –                                     |                                       |                                       |  |   |                             |                             |                             |                             |                             |  |
|  | 3                                      | Hapoel Tel Aviv                        |                                        |                                        |                                        |                                        |                                        |                  |     | 102                                   | –                                     | –                                     |                                       |                                       |  |   |                             |                             |                             |                             |                             |  |
|  | 6                                      | Ironi Ness Ziona                       | 77                                     | 75                                     | 69                                     | –                                      | –                                      |                  |     |                                       |                                       |                                       |                                       |                                       |  |   |                             |                             |                             |                             |                             |  |
|  | 6                                      | Ironi Ness Ziona                       | 77                                     | 75                                     | 69                                     | –                                      | –                                      |                  |     |                                       |                                       |                                       |                                       |                                       |  |   |                             |                             |                             |                             |                             |  |
|  |                                        |                                        |                                        |                                        |                                        |                                        |                                        |                  |     |                                       |                                       |                                       |                                       |                                       |  |   |                             |                             |                             |                             |                             |  |

### Cuartos de final

#### Partido 1
| 15 de mayo | Hapoel Holon                              | 106–69                                | Hapoel Galil Elyon                                  | |  |  |
| 20:30      | Parciales: 22–20, 29–19, 27–13, 28–17     | Parciales: 22–20, 29–19, 27–13, 28–17 | Parciales: 22–20, 29–19, 27–13, 28–17               | |  |  |
|            | Estadísticas Harris 20 Dawson 8 Ragland 6 | Reporte Pts Reb Asts                  | Estadísticas Marble 19 Washington 8 Booker, Huber 4 | Pabellón: Holon Toto Hall, Holon Asistencia: 3,200 espectadores Árbitros: David Romano, Adar Pe'er, Rotem Kuza Televisión: 5 LIVE |  |  |
| 1–0        |                                           |                                       |                                                     | |  |  |
|            |                                           |                                       |                                                     | |  |  |

| 17 de mayo | Maccabi Tel Aviv                          | 86–77                                 | Hapoel Be'er Sheva                               | |  |  |
| 18:30      | Parciales: 19–15, 24–19, 18–20, 25–23     | Parciales: 19–15, 24–19, 18–20, 25–23 | Parciales: 19–15, 24–19, 18–20, 25–23            | |  |  |
|            | Estadísticas Hilliard 17 Sorkin 8 Brown 5 | Reporte Pts Reb Asts                  | Estadísticas Efianayi 23 three players 5 Ahmad 5 | Pabellón: Menora Mivtachim Arena, Tel Aviv Asistencia: 6,223 espectadores Árbitros: Ofer Manheim, Lior Beynish, Guy Shmueli Televisión: 5 Sport |  |  |
| 1–0        |                                           |                                       |                                                  | |  |  |
|            |                                           |                                       |                                                  | |  |  |

| 17 de mayo | Hapoel Tel Aviv                                  | 90–77                                 | Ironi Ness Ziona                      | |  |  |
| 19:30      | Parciales: 18–24, 17–23, 28–16, 27–14            | Parciales: 18–24, 17–23, 28–16, 27–14 | Parciales: 18–24, 17–23, 28–16, 27–14 | |  |  |
|            | Estadísticas Munford & Ginat 19 Ginat 14 Brown 9 | Reporte Pts Reb Asts                  | Estadísticas Bey 22 Cooper 9 Cooper 9 | Pabellón: Drive in Arena, Tel Aviv Asistencia: 3,350 espectadores Árbitros: Amit Balak, Zahi Habdali, Noam Gordon Televisión: 5 STARS |  |  |
| 1–0        |                                                  |                                       |                                       | |  |  |
|            |                                                  |                                       |                                       | |  |  |

| 18 de mayo | Hapoel Jerusalem                        | 81–70                                 | Bnei Herzliya                            | |  |  |
| 21:00      | Parciales: 14–22, 28–14, 18–19, 21–15   | Parciales: 14–22, 28–14, 18–19, 21–15 | Parciales: 14–22, 28–14, 18–19, 21–15    | |  |  |
|            | Estadísticas Smith 20 Hankins 7 Smith 5 | Reporte Pts Reb Asts                  | Estadísticas Babb 23 Kemp 11 Brandwein 5 | Pabellón: Pais Arena, Jerusalén Asistencia: 5,217 espectadores Árbitros: Sefi Shemesh, Nir Meirson, Harel Kidron Televisión: 5 Sport |  |  |
| 1–0        |                                         |                                       |                                          | |  |  |
|            |                                         |                                       |                                          | |  |  |

#### Partido 2
| 18 de mayo | Hapoel Galil Elyon                           | 88–96                                 | Hapoel Holon                              | |  |  |
| 19:00      | Parciales: 30–25, 20–19, 13–26, 25–26        | Parciales: 30–25, 20–19, 13–26, 25–26 | Parciales: 30–25, 20–19, 13–26, 25–26     | |  |  |
|            | Estadísticas Booker 21 Washington 12 Huber 7 | Reporte Pts Reb Asts                  | Estadísticas Dawson 27 Dawson 9 Ragland 9 | Pabellón: HaPais Kfar Blum , Kfar Blum Asistencia: 1,000 espectadores Árbitros: Amit Balak, Kfir Mualem, Or Zrur Televisión: 5 LIVE |  |  |
| 0–2        |                                              |                                       |                                           | |  |  |
|            |                                              |                                       |                                           | |  |  |

| 21 de mayo | Hapoel Be'er Sheva                    | 76–80                                 | Maccabi Tel Aviv                               | |  |  |
| 17:30      | Parciales: 14–25, 24–13, 23–21, 15–21 | Parciales: 14–25, 24–13, 23–21, 15–21 | Parciales: 14–25, 24–13, 23–21, 15–21          | |  |  |
|            | Estadísticas Moore 17 Moore 7 Ahmad 6 | Reporte Pts Reb Asts                  | Estadísticas Brown 21 Alex Poythress 9 Brown 4 | Pabellón: Conch Arena, Be'er Sheva Asistencia: 2,100 espectadores Árbitros: Dan Yalon, Nir Meirson, Ori Shalhavi Televisión: 5 Sport |  |  |
| 0–2        |                                       |                                       |                                                | |  |  |
|            |                                       |                                       |                                                | |  |  |

| 20 de mayo | Ironi Ness Ziona                      | 75–106                                | Hapoel Tel Aviv                          | |  |  |
| 20:45      | Parciales: 13–26, 20–24, 23–19, 19–37 | Parciales: 13–26, 20–24, 23–19, 19–37 | Parciales: 13–26, 20–24, 23–19, 19–37    | |  |  |
|            | Estadísticas Bey 23 Bey 14 Cooper 12  | Reporte Pts Reb Asts                  | Estadísticas Munford 30 Ginat 12 Brown 9 | Pabellón: Lev Hamoshava, Ness Ziona Asistencia: 1,300 espectadores Árbitros: Ofer Manheim, Kfir Mualem, Adar Pe'er Televisión: 5 PLUS |  |  |
| 0–2        |                                       |                                       |                                          | |  |  |
|            |                                       |                                       |                                          | |  |  |

| 21 de mayo | Bnei Herzliya                            | 75–64                                 | Hapoel Jerusalem                         | |  |  |
| 19:35      | Parciales: 18–10, 24–16, 15–20, 18–18    | Parciales: 18–10, 24–16, 15–20, 18–18 | Parciales: 18–10, 24–16, 15–20, 18–18    | |  |  |
|            | Estadísticas Kravitz 14 Kemp 8 Kravitz 5 | Reporte Pts Reb Asts                  | Estadísticas Smith 17 Hankins 14 Smith 4 | Pabellón: HaYovel Herzliya, Herzliya Asistencia: 1,250 espectadores Árbitros: Erez Gurion, Zahi Habdali, Noam Gordon Televisión: 5 PLUS |  |  |
| 1–1        |                                          |                                       |                                          | |  |  |
|            |                                          |                                       |                                          | |  |  |

#### Partido 3
| 22 de mayo | Hapoel Holon                                | 97–88                                 | Hapoel Galil Elyon                                    | |  |  |
| 20:40      | Parciales: 21–23, 28–21, 21–22, 27–22       | Parciales: 21–23, 28–21, 21–22, 27–22 | Parciales: 21–23, 28–21, 21–22, 27–22                 | |  |  |
|            | Estadísticas Ragland 31 Dalton 8 Ragland 11 | Reporte Pts Reb Asts                  | Estadísticas Booker 21 Washington 11 Booker & Huber 7 | Pabellón: Holon Toto Hall, Holon Asistencia: 3,350 espectadores Árbitros: Ofer Manheim, Dan Yalon, Lior Beynish Televisión: 5 Sport |  |  |
| 3–0        |                                             |                                       |                                                       | |  |  |
|            |                                             |                                       |                                                       | |  |  |

| 24 de mayo | Maccabi Tel Aviv                          | 82–77                                 | Hapoel Be'er Sheva                                 | |  |  |
| 18:00      | Parciales: 26–22, 18–20, 12–22, 26–13     | Parciales: 26–22, 18–20, 12–22, 26–13 | Parciales: 26–22, 18–20, 12–22, 26–13              | |  |  |
|            | Estadísticas Brown 14 Poythress 9 Brown 7 | Reporte Pts Reb Asts                  | Estadísticas Efianayi 20 Whittington 12 Efianayi 8 | Pabellón: Menora Mivtachim Arena, Tel Aviv Asistencia: 7,534 espectadores Árbitros: Erez Gurion, Zahi Habdali, Harel Kidron Televisión: 5 Sport |  |  |
| 3–0        |                                           |                                       |                                                    | |  |  |
|            |                                           |                                       |                                                    | |  |  |

| 23 de mayo | Hapoel Tel Aviv                        | 102–69                                | Ironi Ness Ziona                           | |  |  |
| 19:00      | Parciales: 31–15, 25–17, 25–18, 21–19  | Parciales: 31–15, 25–17, 25–18, 21–19 | Parciales: 31–15, 25–17, 25–18, 21–19      | |  |  |
|            | Estadísticas Ginat 16 Onuaku 8 Brown 9 | Reporte Pts Reb Asts                  | Estadísticas Bey 16 Levinson 8 Rozenfeld 7 | Pabellón: Drive in Arena, Tel Aviv Asistencia: 3,300 espectadores Árbitros: Sefi Shemesh, Noam Gordon, Rotem Kuza Televisión: 5 LIVE |  |  |
| 3–0        |                                        |                                       |                                            | |  |  |
|            |                                        |                                       |                                            | |  |  |

| 24 de mayo | Hapoel Jerusalem                            | 74–69                                 | Bnei Herzliya                               | |  |  |
| 21:00      | Parciales: 16–22, 18–10, 14–19, 26–18       | Parciales: 16–22, 18–10, 14–19, 26–18 | Parciales: 16–22, 18–10, 14–19, 26–18       | |  |  |
|            | Estadísticas Randolph 18 Hankins 15 Smith 4 | Reporte Pts Reb Asts                  | Estadísticas Kemp 21 Kemp 13 Four players 2 | Pabellón: Pais Arena, Jerusalén Asistencia: 6,271 espectadores Árbitros: Amit Balak, Adar Pe'er, Or Zrur Televisión: 5 Sport |  |  |
| 2–1        |                                             |                                       |                                             | |  |  |
|            |                                             |                                       |                                             | |  |  |

#### Partido 4
| 28 de mayo               | Bnei Herzliya                           | 61–86                                | Hapoel Jerusalem                                      | |  |  |
| 20:45                    | Parciales: 11–29, 18–20, 28–11, 4–26    | Parciales: 11–29, 18–20, 28–11, 4–26 | Parciales: 11–29, 18–20, 28–11, 4–26                  | |  |  |
|                          | Estadísticas Babb 26 Gamble 7 Kravitz 4 | Reporte Pts Reb Asts                 | Estadísticas Carrington 26 Hankins 12 Cline & Smith 3 | Pabellón: HaYovel Herzliya, Herzliya Asistencia: 1,250 espectadores Árbitros: Sefi Shemesh, Omer Esteron, Dan Yalon Televisión: 5 Sport |  |  |
| Hapoel Jerusalem won 1–3 |                                         |                                      |                                                       | |  |  |
|                          |                                         |                                      |                                                       | |  |  |

### Semifinales

#### Partido 1
| 30 de mayo | Maccabi Tel Aviv                           | 90–76                                 | Hapoel Holon                                | |  |  |
| 21:00      | Parciales: 21–25, 28–18, 23–21, 18–12      | Parciales: 21–25, 28–18, 23–21, 18–12 | Parciales: 21–25, 28–18, 23–21, 18–12       | |  |  |
|            | Estadísticas Baldwin 20 Colson 12 Brown 11 | Reporte Pts Reb Asts                  | Estadísticas Ragland 28 Ragland 9 Ragland 6 | Pabellón: Menora Mivtachim Arena, Tel Aviv Árbitros: Sefi Shemesh, Ofer Manheim, Nir Meirson Televisión: 5 Sport |  |  |
| 1–0        |                                            |                                       |                                             | |  |  |
|            |                                            |                                       |                                             | |  |  |

| 31 de mayo | Hapoel Jerusalem                        | 55–86                                | Hapoel Tel Aviv                                | |  |  |
| 21:00      | Parciales: 8–16, 15–24, 15–24, 17–22    | Parciales: 8–16, 15–24, 15–24, 17–22 | Parciales: 8–16, 15–24, 15–24, 17–22           | |  |  |
|            | Estadísticas Smith 18 Hankins 9 Smith 3 | Reporte Pts Reb Asts                 | Estadísticas McRae 20 Tres jugadores 5 Brown 5 | Pabellón: Pais Arena, Jerusalén Asistencia: 8,431 espectadores Árbitros: Omer Esteron, Amit Balak, Zahi Habdali Televisión: 5 Sport |  |  |
| 0–1        |                                         |                                      |                                                | |  |  |
|            |                                         |                                      |                                                | |  |  |

#### Partido 2
| 2 de junio               | Hapoel Holon                               | 85–112                                | Maccabi Tel Aviv                                        | |  |  |
| 15:30                    | Parciales: 19–33, 19–21, 24–28, 23–30      | Parciales: 19–33, 19–21, 24–28, 23–30 | Parciales: 19–33, 19–21, 24–28, 23–30                   | |  |  |
|                          | Estadísticas Johnson 17 Dalton 8 Ragland 9 | Reporte Pts Reb Asts                  | Estadísticas Colson 23 cuatro jugadores 4 Baldwin IV 10 | Pabellón: Holon Toto Hall, Holon Asistencia: 5,500 espectadores Árbitros: Amit Balak, David Romano, Dan Yalon Televisión: 5 Sport |  |  |
| Maccabi Tel Aviv won 2–0 |                                            |                                       |                                                         | |  |  |
|                          |                                            |                                       |                                                         | |  |  |

| 3 de junio | Hapoel Tel Aviv                                  | 77–68                                 | Hapoel Jerusalem                                    | |  |  |
| 21:00      | Parciales: 21–16, 17–16, 19–23, 20–13            | Parciales: 21–16, 17–16, 19–23, 20–13 | Parciales: 21–16, 17–16, 19–23, 20–13               | |  |  |
|            | Estadísticas J'Covan Brown 29 Onuaku 12 Onuaku 5 | Reporte Pts Reb Asts                  | Estadísticas Blayzer 22 Blayzer 10 tres jugadores 4 | Pabellón: Drive in Arena, Tel Aviv Asistencia: 3,536 espectadores Árbitros: Sefi Shemesh, Adar Pe'er, Noam Gordon Televisión: 5 Sport |  |  |
| 2–0        |                                                  |                                       |                                                     | |  |  |
|            |                                                  |                                       |                                                     | |  |  |

### Finals
| 8 de junio | Maccabi Tel Aviv                           | 90–79                                 | Hapoel Tel Aviv                        | |  |  |
| 21:00      | Parciales: 25–22, 18–16, 24–18, 23–23      | Parciales: 25–22, 18–16, 24–18, 23–23 | Parciales: 25–22, 18–16, 24–18, 23–23  | |  |  |
|            | Estadísticas Baldwin 14 Sorkin 7 Baldwin 9 | Reporte Pts Reb Asts                  | Estadísticas McRae 18 Onuaku 6 Brown 8 | Pabellón: Menora Mivtachim Arena, Tel Aviv Asistencia: 10,650 espectadores Árbitros: Omer Esteron, Ofer Manheim, Zahi Habdali Televisión: 5 Sport |  |  |
| 1–0        |                                            |                                       |                                        | |  |  |
|            |                                            |                                       |                                        | |  |  |

| 11 de junio | Hapoel Tel Aviv                           | 112–74                               | Maccabi Tel Aviv                            | |  |  |
| 21:00       | Parciales: 36–17, 23–25, 27–23, 26–9      | Parciales: 36–17, 23–25, 27–23, 26–9 | Parciales: 36–17, 23–25, 27–23, 26–9        | |  |  |
|             | Estadísticas Munford 26 Onuaku 10 Brown 9 | Reporte Pts Reb Asts                 | Estadísticas Baldwin 18 Poythress 7 Brown 7 | Pabellón: Drive in Arena, Tel Aviv Asistencia: 3,536 espectadores Árbitros: Sefi Shemesh, Amit Balak, Adar Pe'er Televisión: 5 Sport |  |  |
| 1–1         |                                           |                                      |                                             | |  |  |
|             |                                           |                                      |                                             | |  |  |

| 13 de junio | Maccabi Tel Aviv                                            | 94–90                                 | Hapoel Tel Aviv                         | |  |  |
| 21:00       | Parciales: 26–23, 16–15, 33–26, 19–26                       | Parciales: 26–23, 16–15, 33–26, 19–26 | Parciales: 26–23, 16–15, 33–26, 19–26   | |  |  |
|             | Estadísticas Brown & Baldwin 22 Sorkin & Colson 9 Baldwin 8 | Reporte Pts Reb Asts                  | Estadísticas Brown 31 Onuaku 10 Brown 8 | Pabellón: Menora Mivtachim Arena, Tel Aviv Asistencia: 10,500 espectadores Árbitros: Sefi Shemesh, Omer Esteron, Amit Balak Televisión: 5 Sport |  |  |
| 2–1         |                                                             |                                       |                                         | |  |  |
|             |                                                             |                                       |                                         | |  |  |

| Campeón Ligat ha'Al 2022–23  |
| ---------------------------- |
| Maccabi Tel Aviv 56.º título |

## Galardones

### Jugador de la semana
| Jornada     | Jugador              | Equipo              | Eficiencia | Ref     |
| Octubre     | Octubre              | Octubre             | Octubre    | Octubre |
| ----------- | -------------------- | ------------------- | ---------- | ------- |
| 1           | Payton Willis        | Hapoel Gilboa Galil | 35         | [ 4 ]   |
| 2           | D. J. Cooper         | Ironi Nes Ziona     | 29         | [ 5 ]   |
| 3           | Jordan McRae         | Hapoel Tel Aviv     | 26         | [ 6 ]   |
| 4           | Anthony Hickey       | Hapoel Haifa        | 27         | [ 7 ]   |
| Noviembre   |                      |                     |            |         |
| 5           | D. J. Cooper (2/2)   | Ironi Nes Ziona     | 34         | [ 8 ]   |
| 6           | Speedy Smith         | Hapoel Jerusalem    | 29         | [ 9 ]   |
| 7           | Shaq Buchanan (1/2)  | Ironi Nes Ziona     | 33         | [ 10 ]  |
| Diciembre   |                      |                     |            |         |
| 8           | Shaq Buchanan (2/2)  | Ironi Nes Ziona     | 32         | [ 11 ]  |
| 8           | Tyler Bey            | Ironi Nes Ziona     | 36         | [ 11 ]  |
| 9           | Maurice Kemp         | Bnei Herzliya       | 39         | [ 12 ]  |
| 10          | Andy Van Vliet       | Bnei Herzliya       | 31         | [ 13 ]  |
| 11          | David Efianayi       | Hapoel Be'er Sheva  | 35         | [ 14 ]  |
| Enero       |                      |                     |            |         |
| 12          | Roi Huber            | Hapoel Galil Elyon  | 24         | [ 15 ]  |
| 13          | Itay Moskovich       | Hapoel Galil Elyon  | 30         | [ 16 ]  |
| 14          | J'Covan Brown (1/2)  | Hapoel Tel Aviv     | 39         | [ 17 ]  |
| 15          | David Efianayi (2/2) | Hapoel Be'er Sheva  | 31         | [ 18 ]  |
| Febrero     |                      |                     |            |         |
| 16          | Roi Huber (2/2)      | Hapoel Galil Elyon  | 33         | [ 19 ]  |
| 17          | Nimrod Levi          | Hapoel Galil Elyon  | 29         | [ 20 ]  |
| Marzo-Abril |                      |                     |            |         |
| 18          | Joe Ragland          | Hapoel Holon        | 37         | [ 21 ]  |
| 19          | Tony Carr            | Hapoel Gilboa Galil | 42         | [ 22 ]  |
| 20          | Mangok Mathiang      | Hapoel Eilat        | 44         | [ 23 ]  |
| 21          | J'Covan Brown (2/2)  | Hapoel Tel Aviv     | 34         | [ 24 ]  |
| 22          | Tyler Bey (2/2)      | Ironi Ness Ziona    | 36         | [ 25 ]  |

### Jugador del mes
| Mes       | Jugador            | Equipo             | Eficiencia | Ref    |
| --------- | ------------------ | ------------------ | ---------- | ------ |
| Octubre   | Tyler Bey          | Ironi Ness Ziona   | 30.0       | [ 26 ] |
| Noviembre | D. J. Cooper       | Ironi Ness Ziona   | 31.0       | [ 27 ] |
| Diciembre | Maurice Kemp       | Bnei Herzliya      | 24.8       | [ 28 ] |
| Enero     | David Efianayi     | Hapoel Be'er Sheva | 23.8       | [ 29 ] |
| Febrero   | Antonius Cleveland | Hapoel Eilat       | 22         | [ 30 ] |
| Marzo     | Antonius Cleveland | Hapoel Eilat       | 22         | [ 30 ] |

### Jugador israelí del mes
| Mes       | Jugador            | Equipo             | Eficiencia | Ref    |
| --------- | ------------------ | ------------------ | ---------- | ------ |
| Octubre   | Roman Sorkin       | Maccabi Tel Aviv   | 24.3       | [ 31 ] |
| Noviembre | Tomer Ginat        | Hapoel Tel Aviv    | 14.0       | [ 32 ] |
| Diciembre | Itay Moskovich     | Hapoel Galil Elyon | 16.8       | [ 33 ] |
| Enero     | Roi Huber          | Hapoel Galil Elyon | 19.5       | [ 34 ] |
| Febrero   | Roman Sorkin (2/2) | Maccabi Tel Aviv   | 18.3       | [ 35 ] |
| Marzo     | Roman Sorkin (2/2) | Maccabi Tel Aviv   | 18.3       | [ 35 ] |

### Entrenador del mes
| Mes       | Entrenador              | Equipo             | G-P | Ref.   |
| --------- | ----------------------- | ------------------ | --- | ------ |
| Octubre   | Oded Kattash            | Maccabi Tel Aviv   | 3–0 | [ 36 ] |
| Noviembre | Aleksandar Džikić       | Hapoel Jerusalem   | 3–0 | [ 37 ] |
| Diciembre | Oren Aharoni            | Bnei Herzliya      | 3–1 | [ 38 ] |
| Enero     | Barak Peleg             | Hapoel Galil Elyon | 4–0 | [ 39 ] |
| Febrero   | Aleksandar Džikić (2/2) | Hapoel Jerusalem   | 6–0 | [ 40 ] |
| Marzo     | Aleksandar Džikić (2/2) | Hapoel Jerusalem   | 6–0 | [ 40 ] |